# Aanslag op fietstoeristen in Tadzjikistan
Op 30 juli 2018 werd in Tadzjikistan een moordaanslag gepleegd op zeven buitenlandse fietstoeristen. Bij de aanslag vonden vier personen de dood. De aanslag werd opgeëist door de islamitische terreurgroep ISIS, maar het is nog onduidelijk in hoeverre zij daadwerkelijk achter de aanslag zit.

## Gebeurtenis
De groep van zeven toeristen bestond uit een Spanjaard, twee Zwitsers, twee Amerikanen en een Nederlands stel. De twee Nederlanders ondernamen een fietstocht van Thailand naar Iran. De verschillende groepsleden liepen elkaar een dag eerder tegen het lijf en besloten samen op te trekken. Zij waren door het Pamirgebergte onderweg naar de hoofdstad Dushanbe. Het incident vond plaats op ongeveer honderd kilometer van de hoofdstad in de regio Danghara in het zuidwesten van het land.
In de middag van 30 juli werd de groep eerst aangereden door een auto, die daarop keerde en nogmaals op de slachtoffers inreed. Vervolgens sprongen er mannen uit het busje die met messen op de fietsers begonnen in te steken. Twee Amerikanen, een Zwitser en de Nederlandse man van het echtpaar werden gedood.

## Aanslagplegers
Kort na de aanslag zouden vier verdachten door Tadzjiekse veiligheidstroepen zijn gedood, en vier anderen aangehouden. Op 3 augustus werd een van de verdachten vrijgelaten. Dit ging echter om een ”simpele boer” die per ongeluk een nummer van een van de aanslagplegers had gebeld en  verder niks met de misdaad te maken had.
De Tadzjiekse overheid stelde dat de islamitische oppositiegroep Islamitische Wederopstandingspartij achter de aanslag zat. Volgens experts is het echter beleid van de Tadzjiekse regering om deze groep als zo slecht mogelijk af te schilderen. Een dag na de aanslag publiceerde ISIS een video waarin de daders van de aanslag te zien zouden zijn.
Op 23 oktober 2018 ging het proces tegen de betrokkenen van start, te weten Hussein Abdusamadov, de enige aanslagpleger die het overleefd had en zestien andere personen die of de aanslag hadden gefinancierd of niet hadden ingegrepen, ondanks ze van de plannen van de daders op de hoogte zouden zijn geweest. Het proces werd achter gesloten deuren gehouden. Abdusamadov werd veroordeeld tot levenslang, twee andere verdachten kregen gevangenisstraffen van 11 en 16 jaar, terwijl elf verdachten straffen tot anderhalf jaar kregen opgelegd.